# سالوادور آسکه
سالوادور آسکه (اسپانیایی: Salvador Esquer‎؛ زادهٔ ۸ ژانویهٔ ۱۹۶۹) بازیکن هندبال اهل اسپانیا بود.